# 星野学園中学校・星野高等学校

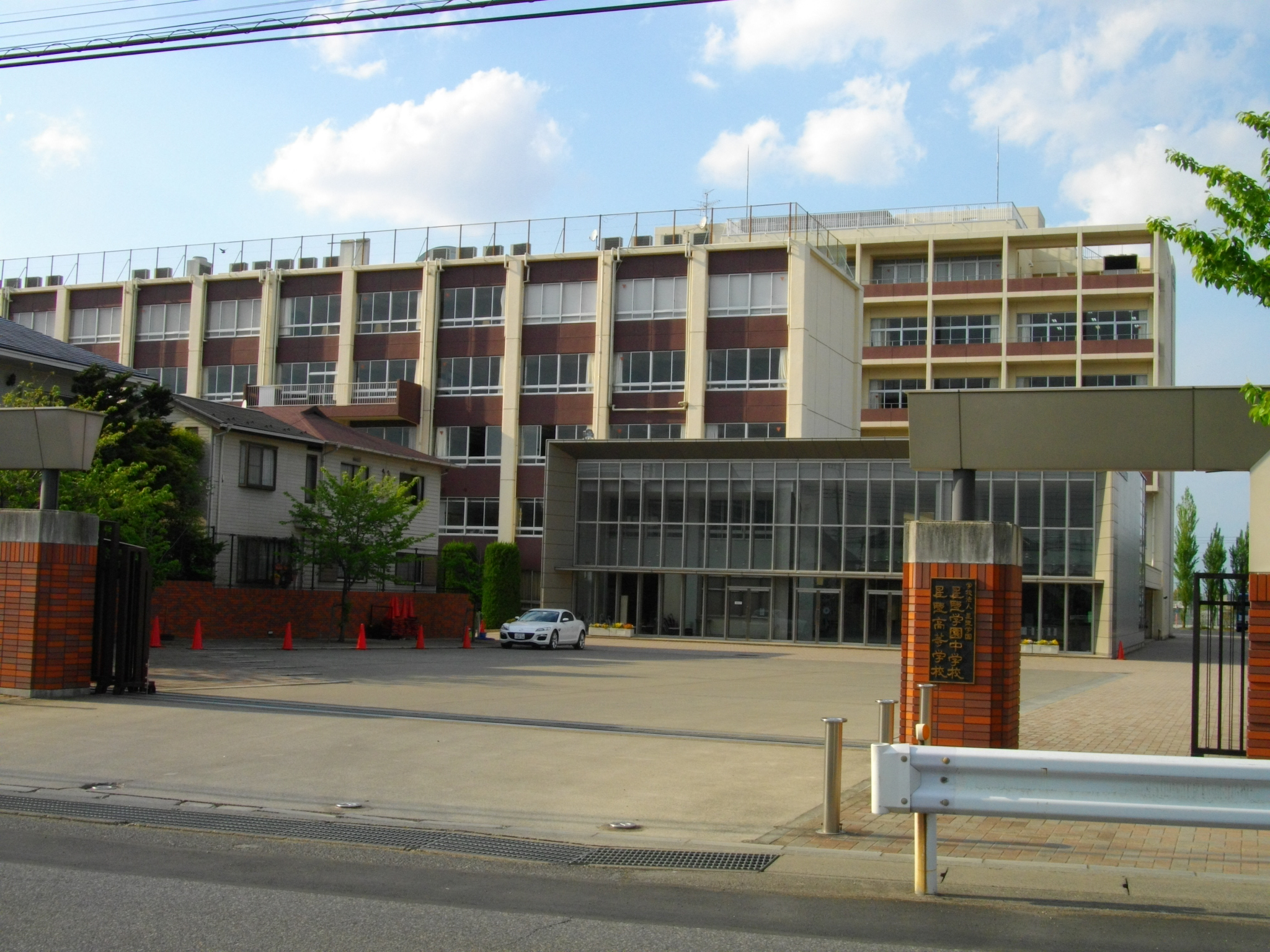
第二校舎（共学部）

星野高等学校（ほしのこうとうがっこう）・星野学園中学校（ほしのがくえんちゅうがっこう）は、埼玉県川越市にある私立中学校・高等学校である。学校法人星野学園が運営する。
星野高等学校には「女子部」と「共学部」があり、女子部は川越市末広町（すえひろちょう）の末広キャンパスに、共学部は同市石原町（いしわらまち）の石原キャンパスにそれぞれ校舎を構える。
2026年度からは、新たに「医専コース」と「Global Frontier Course（以下 グローバルフロンティア）」という２つのコースが設置される。これら２つのコースはいずれも末広キャンパスに設置される共学のコースである。これに伴い、2026年度より末広キャンパスにおいては、女子部が「女子部棟」で、医専・グローバルフロンティアが「新コース棟」で、それぞれ学ぶことになる。
また星野学園中学校は、星野高等学校共学部に併設されている、男女共学の中学校である。
星野学園は、他に星野学園小学校（共学）、川越東高等学校（男子校）、星野学園幼稚園（共学）を運営する。星野学園小学校は星野学園中学校とともに星野高等学校共学部（石原キャンパス）に併設されている。星野学園幼稚園は埼玉県上尾市に、川越東高等学校は埼玉県川越市久下戸に、それぞれ校舎を構えている。（※なお、校名の類似する川越市立川越東中学校は同学園とは無関係の公立中学校である。）
星野高校は、教育の３つの柱として「知の構築（ちのこうちく）」「国際人の自覚（こくさいじんのじかく）」「情操の涵養（じょうそうのかんよう）」を掲げており、文武両道の教養教育を通じて自主・自立の精神と豊かな人格を育むことを大切にしている。

## 設置教育組織
- 【星野高等学校】（共学・別学）[9]
  - 〔女子部〕（末広キャンパス・女子クラス）
    - Ⅲ類特進選抜コース
    - 文理特進コース
    - 文理コース

  - 〔医専コース〕（末広キャンパス・共学クラス）*2026新設
  - 〔Global Frontier Course〕（末広キャンパス・共学クラス）*2026新設
  - 〔共学部〕（石原キャンパス・共学クラス）[10]
    - 理数選抜コース（内部進学生のみの中高一貫）
    - S類特進選抜コース
    - α（アルファ）選抜コース
    - β（ベータ）コース
- 【星野学園中学校】（共学）[11]
  - 理数選抜クラス
  - 進学クラス

- 星野高校では、各コースにおいて習熟度に応じた授業が行われる。
- 「女子部」および「共学部」においては、１年次は入学時のコースで学び、２年次からは志望する分野や選択教科等により「理系」「国公立文系」「私立文系」のクラスに分かれる。
- 共学部のうち、内進生のみで構成される「理数選抜コース」においては、２年次より１つのクラスの中で理系選択者と文系選択者がともに学ぶ文理混合クラスとなる。
- 2026年度より新設される「医専コース」は、将来医師の道を志す生徒のためのコースであり、医学部医学科への進学を想定したカリキュラムが準備されている。
- 同じく、2026年度より新設される「グローバルフロンティアコース」は、国際系進路を志す生徒のためのコースであり、海外大学および国内の国際系大学学部への進学を想定したカリキュラムが準備されている。
- 現在は、女子部のクラス名に算用数字が、共学部のクラス名にアルファベットが、それぞれ用いられている。

## 共学と別学の併存
星野高校は２つのキャンパスに共学クラスと別学クラスが併存している。
〔石原キャンパス〕
　・高校棟：「共学部（S類・α選抜・βコース）」⇒共学クラス
　・理数選抜棟：「共学部（理数選抜コース）」⇒共学クラス（中高一貫）
〔末広キャンパス〕
　・女子部棟：「女子部（Ⅲ類・文理特進・文理コース）」⇒女子クラス
　・新コース棟（2026～）：「医専コース」「Global Frontier Course」⇒共学クラス
ホームルームや授業の多くはそれぞれのキャンパスで行われるが、いずれの施設も星野高校の全生徒の共用施設になっており、キャンパス間も徒歩で10分程度の近距離なので、体育や芸術などの授業や部活動、学校行事などの際には施設利用の目的に応じて互いにキャンパスを行き来している。また、部活動においてはすべてのコースの生徒が一つのチームとして合同で活動する。
さらに、星野学園の系列には、別学の男子校である「川越東高校」がある。
このように、星野学園の高等学校には「共学」「別学女子」「別学男子」の３つが存在するため、受験生は自分の希望にあった環境を選択することができる。

## 沿革[12]
- 1897年（明治30年） - 星野塾川越市に設置認可、設置者兼塾長星野りち
- 1964年（昭和39年） - 学校法人星野学園認可　星野女子高等学校認可　理事長兼校長星野三郎
- 1971年（昭和46年） - ほし幼稚園認可
- 1986年（昭和61年） - 星野誠校長就任
- 2000年（平成12年） - 星野学園中学校開校
- 2003年（平成15年） - 星野女子高等学校を星野高等学校に校名変更（共学部開設）
- 2004年（平成16年） - 星野記念講堂（ハーモニーホール）完成
- 2007年（平成19年） - 星野学園小学校開校
- 2009年（平成21年） - ほし幼稚園を星野学園幼稚園に園名変更
- 2012年（平成24年） - 星野ドーム、第二総合グラウンド完成
- 2014年（平成26年） - セミナーハウスeveria完成
- 2020年（令和2年） - 石原キャンパス生徒ホール・体育館・弓道場のリニューアル工事完了

## 部活動
- 全ての生徒がいずれかのクラブに所属している。
- 入学時にクラブ紹介が行われ、約１ヶ月の仮入部期間を経て所属クラブを決定する。
- 部活動は女子部、共学部の区別はなく、共同で活動する。クラブによっては校舎間を移動する場合もある。
- 文化祭(星華祭)では、中学はクラス・学年単位、高校は部活動単位で行動する。
- 多くのクラブが全国大会に進出しており、部活動の活発さは学校の大きな魅力の一つとなっている。

### 運動部
- ソフトボール、陸上、ソフトテニス、卓球、女子バスケットボール、男子バスケットボール、バレーボール、器械体操、剣道、水泳、バドミントン、弓道、新体操、硬式テニス、サッカー、硬式野球

### 文化部
- 吹奏楽マーチングバンド、吹奏楽ウインドオーケストラ、バトン、書道、茶道、放送、写真、美術、ESS、演劇、音楽、文芸、新聞、調理、華道、社会福祉、手芸、箏曲、国際文化、科学、文書処理、天文、情報処理、百人一首、囲碁、鉄道研究、英数研究、ダンス

※2025年度よりダンス部を新設

## 文化祭
- 星華祭（せいかさい）と呼ばれる。期間中、中学生はクラス単位、高校生は部活動単位で活動する。文化部は主に展示・発表・演奏演技等を、運動部は主に模擬店を行う。
- 来場者数は、毎年1万5千名前後にも及ぶ。
- 毎年9月に行われる。令和７年度は 9/13（土）・9/14（日）に実施される。

## 体育祭
- 高校は例年5月に実施する。女子部・共学部合同で行い、多数の種目がある。
- 中学生は別の日程で行う。

## 特別授業（総合探究・課外授業・芸術鑑賞・修学旅行など）
- 星野高校では「総合的な探究の時間」に３年間継続して積極的に取り組んでいる。高１では「地域探究『川越学』」、高２では「高大連携ゼミ」、高３では「卒業論文」というテーマを掲げて生徒主体の活動を行い、その成果を蓄積してゆく。これらの様子は特設サイト「星野探究『ほしたん』～知の海を航る」において報告されている。
- 星野学園中学校・星野高校では、毎年、講堂ハーモニーホールにて芸術鑑賞会を実施している。これまで、東京フィルハーモニー楽団をはじめとするオーケストラやＫバレエカンパニーなどのバレエ団を招いての公演のほか、ジャズ、バイオリン、現代劇、能・狂言などさまざまな演目を通して本物の芸術にふれる機会を設けている。
- 毎年10月には、マラソン大会の代わりに、「歩け歩け大会」という入間川の河川敷を数10キロ歩く行事がある。
- 中学校では、毎年冬に新潟苗場スキー場にてスキー実習（合宿）を行う。
- 高校１年次には宿泊を伴う校外学習がある。
- 高校１年次の１学期に、留学生を招いて英語での交流を行うプログラムを実施している。
- 高校の修学旅行は２年次に行う。海外修学旅行を基本とし、これまでの主な渡航先はヨーロッパ（ロンドン・パリ）やオーストラリアである。近年では国際情勢を見すえて国内で実施してきたが、新型コロナ感染症の終息を受けて海外修学旅行を再開する計画が進められている。
- 従来、中学３年次・高校２年次に、希望者を対象に海外ホームステイ語学研修を実施してきた。これまでの主な渡航先はオーストラリア（ブリスベン）やカナダ（バンクーバー）であった。新型コロナ感染症などの影響により一時中断されていたが令和６年度より再開され、カナダやニュージーランドでのホームステイ語学研修が実施されている。

## 施設・設備
- 末広キャンパス（第一校舎）
  - 川越市末広町にある、女子部・医専（2026～）・グローバルフロンティア（2026～）のホームキャンパスである。
  - 2026年度より、女子部（女子クラス）は女子部棟に、医専・グローバル（共学クラス）は新コース棟に、それぞれホームルームを置く。
  - 第１体育館、 図書館（蔵書数約7万冊）、大講義室『Mo-Li』、小講義室『Hika-Li』、礼法室、MM教室、学習室、生徒ホール『Sakura』『Mocha』などの施設がある。
- 石原キャンパス（第二校舎）
  - 川越市石原町にある共学部（中・高）のホームキャンパスである。
  - 星野記念講堂『ハーモニーホール』、第２体育館、第３体育館、室内温室プール、全天候型人工芝グラウンド『星野ドーム』、第1総合グラウンド（ソフトボール・サッカー・陸上等）、第２総合グラウンド（硬式野球部等）、ソフトボール専用雨天練習場、テニスコート（5面）、 天文台、セミナーハウス『everia』、生徒ホール『icoi』、礼法室『明光庵』、MM教室、学習室、図書室（蔵書数約2万冊）などの施設がある。

※通常授業では、「高校女子部は末広キャンパス女子部棟」、「医専（2026～）・グローバルフロンティア（2026～）は末広キャンパス新コース棟」、「中学・高校共学部は石原キャンパス」をそれぞれ使用するが、学園の校舎や施設は全体で共有しているため、いずれの生徒も部活動や学校行事、図書館の閲覧等において、石原キャンパス・末広キャンパス双方の施設を利用することができる。
- ＩＣＴ環境
  - 国のGIGAスクール構想に先駆けて１人１台端末や無線LANの整備を行うなど、ＩＣＴ教育の環境充実に力を入れている。
  - 全ての生徒に専用の iPad が配布され、全ての教室に Wi-Fi が整備されている。Google WorkSpace などの学習支援プラットフォームや学習用アプリが整備され、授業やＨＲ、部活動等に日常的に活用されている。
  - 全ての教室に電子黒板機能付きプロジェクタが備え付けられており、日々の授業における教員からの教材提示や生徒による発表活動に活用されている。

## 交通
- 高校女子部、医専（2026～）、およびグローバル（2026～）の生徒は川越市駅（東武東上線）または、本川越駅（西武新宿線）から徒歩で通学するか、熊谷駅（JR高崎線・秩父鉄道線）、入間市駅（西武池袋線）、宮原駅（JR高崎線）からスクールバスを利用。
- 中学および高校共学部の生徒は川越駅（JR川越線・東武東上線）、本川越駅（西武新宿線）、熊谷駅（JR高崎・秩父鉄道線）、入間市駅（西武池袋線）、宮原駅（JR高崎線）からスクールバスを利用。
- 所属クラブや通学経路により、自転車を利用する場合がある。

## 著名な出身者
- 宇津木妙子 - ソフトボール選手（シドニー五輪・アテネ五輪日本代表監督）
- 小関しおり - ソフトボール選手（シドニー五輪銀メダリスト）
- 岩渕有美 - ソフトボール選手（アテネ五輪銅メダリスト）
- 佐藤理恵 - ソフトボール選手（アテネ五輪銅メダリスト・北京五輪金メダリスト）
- 藤原麻起子 - ソフトボール選手
- 藤野遥香 - ソフトボール選手
- 坂本直子 - ソフトボール選手（アテネ五輪銅メダリスト）
- 森さやか - ソフトボール選手（東京五輪金メダリスト）
- 我妻悠香 - ソフトボール選手（東京五輪金メダリスト）
- 中村美樹 - ソフトボール選手
- 佐藤美保 - 元陸上競技選手
- 原千華 - 元新体操選手（北京五輪代表）
- 須長由季 - セーリング選手（ロンドン五輪代表）
- 富野幸緒 - 振付家・ダンサー（富野由悠季の次女）
- 山元香里 - フリーアナウンサー
- 和田あい - アナウンサー
- 福田友理子 - フリーアナウンサー、元群馬テレビアナウンサー
- 清水八重子 - 元バスケットボール選手
- 栗林江麻 - クリケット選手
- 山田しょうこ - お笑いタレント（はなしょー）